# Замычковский, Иван Эдуардович
Иван Эдуардович Замычковский (27 декабря 1868 (8 января 1869), Киев — 15 июля 1931, там же) — украинский советский актёр театра и кино, заслуженный артист Украинской ССР (1926).

## Биография
Сценическую деятельность начал в 1887 году в Киевском театре русской оперетты И. Я. Сетова.
До 1917 года выступал в различных украинских театральных труппах, в 1919—1925 годах — в Театре им. Т. Шевченко (ныне Днепровский драматический театр имени Т. Шевченко), в 1925—1931 годах — в Украинском музыкально-драматическом театре им. Октябрьской революции (ныне Одесский академический украинский музыкально-драматический театр им. В. Василько).
И. Замычковский развивал реалистические традиции демократического национального театра, внёс значительный вклад в украинское советское киноискусство, снимался с 1926 года.
Умер в Киеве. Похоронен на Байковом кладбище.

## Избранные театральные роли
- Мартын Боруля («Мартын Боруля» Карпенко-Карого),
- Микита («Дай сердцу волю, заведёт в неволю» Кропивницкого),
- Городничий («Ревизор» Гоголя),
- Ромашка («Диктатура» Микитенко) и др.

## Избранная фильмография
- 1926 — Гамбург
- 1926 — Беня Крик — Глечик, помощник пристава
- 1926 — Ягодка любви — толстяк
- 1926 — Тарас Шевченко — Щепкин
- 1926 — Тарас Трясило («Повесть о горячем сердце»)
- 1927 — Два дня — Антон
- 1927 — Борислав смеётся («Восковые короли»)
- 1927 — Сорочинская ярмарка
- 1928 — Буря
- 1928 — Джимми Хиггинс
- 1929 — Большое горе маленькой женщины